# Barsac (Żyronda)
Barsac – miejscowość i gmina we Francji, w regionie Nowa Akwitania, w departamencie Żyronda.
Według danych na rok 1990 gminę zamieszkiwało 2058 osób, a gęstość zaludnienia wynosiła 142 osób/km² (wśród 2290 gmin Akwitanii Barsac plasuje się na 203. miejscu pod względem liczby ludności, natomiast pod względem powierzchni na miejscu 787.).